# Léon Moreaux
Pour les articles homonymes, voir Moreaux.

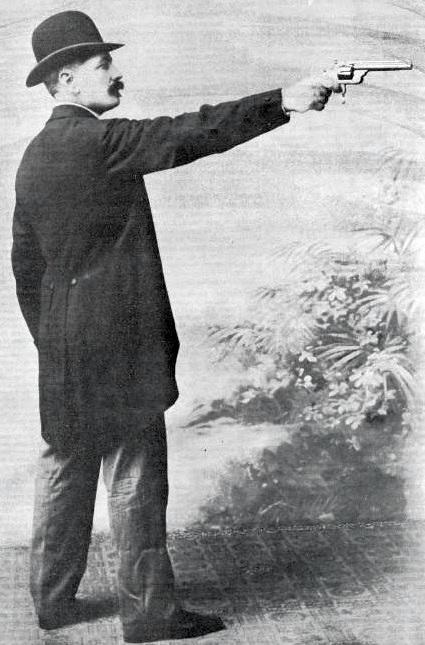
Le capitaine Léon Moreaux en 1899.

Léon Moreaux, né le 10 mars 1852 à Féron et mort le 11 novembre 1921 à Rennes, est un tireur sportif français, ayant eu grade de capitaine durant son activité sportive.
Prix d'excellence, il participe aux concours de l'Exposition de 1889 et de 1900.
Il devient triple champion de France en août 1900, à l'arme nationale, aux armes libres, et au révolver d'ordonnance. De 1896 à 1902, il est aussi trois fois champion de France senior à l'arme nationale (fusil Lebel, 1896, 1900 et 1902, dont 130 pts sur 150 en 1902). Par ailleurs, il obtient encore par trois fois le titre national au révolver d'ordonnance (1892, 1898 et 1899), soit une huitaine de titres nationaux engrangés. Au début des années 1900, il est aussi le deuxième tireur français au nombre de prix internationaux remportés.
Méthodique, il crée alors plusieurs sociétés de tir et organise plusieurs stands de tir, dans le but d'obtenir plusieurs tireurs d'élite. En 1901, il est à l'origine de la première "Fête annuelle de Tir", à Rennes.
Il remporte  deux médailles d'argent et une de bronze, lors des Jeux olympiques d'été de 1900 à Paris (argent aux 25 mètres pistolet feu rapide 60 coups et aux 50 mètres pistolet d'ordonnance par équipes, bronze au rifle libre par équipes).
Il gagne, six ans plus tard,  la médaille d'or du tir au fusil Gas (carabine militaire) à 200 mètres ainsi que celle au pistolet à 20 mètres, lors des Jeux intercalaires de 1906 (il est, en outre alors et toujours à Athènes, vice-champion au pistolet de feu rapide à 25 mètres, et médaillé de bronze carabine libre position libre ainsi que carabine libre par équipes).
Il est -de plus- huit fois champion de France, et une fois champion du monde.
Militaire de carrière, il s'implique dans le développement des sociétés de tir dans l'Ouest de la France.